# ثيودور كورنوت
ثيودور كورنو /كورنوت (Théodore Cornut) هو مهندس ومعماري فرنسي عاش في القرن الثامن عشر. وُلد في فرنسا حوالي عام 1700 وتُوفي حوالي 1767 . عُرف بدوره البارز في تصميم مدينة الصويرة بالمغرب، التي كانت تُعرف سابقًا باسم "موغادور".

## مسيرته
بدأ كورنوت مسيرته المهنية كمهندس معماري للتحصينات العسكرية في منطقة روسيون. ثم انضم إلى خدمة التاج البريطاني وشارك في حرب السنوات السبع، وأثناء إقامته في جبل طارق.
كان كورنوت تلميذاً للمهندس العسكري الفرنسي الشهير سيباستيان لو بريستري دي فوبان (Sébastien Le Prestre de Vauban)، الذي كان له تأثير كبير على تصميم التحصينات العسكرية.

## أعماله في المغرب
في عام 1765، رغب السلطان العلوي سيدي محمد بن عبد الله في تأسيس مدينة مينائية في موقع المستوطنة البرتغالية القديمة "موغادور". وطلب السلطان سنة 1766من المهندس الفرنسي الأسير نيكولا ثيودور كورنوت ، الذي كان يعيش في جبل طارق وعمل سابقًا مع الملك الفرنسي لويس الخامس عشر، أن يصمم له مدينة جديدة. استلهم كورنو تصميم مدينة الصويرة من الميناء الفرنسي سان مالو، فأنشأ مدينة ذات تخطيط رباعي الشكل، ما يزال واضحًا حتى اليوم، وأنشأ شبكة شوارع منتظمة في حي المدينة العتيقة.
وبفضل هذا التصميم المنتظم، سميت المدينة "الصويرة"، والتي تعني "الأحسن صورة" حسب بعض الروايات.
استعان كورنو بمئات السجناء الفرنسيين المسيحيين، الذين أُسروا خلال محاولة فاشلة للهجوم على مدينة العرائش عام 1765، لتنفيذ مشروع بناء المدينة.
عمل كورنوت بشكل رئيسي على تصميم وبناء الأحياء الملكية (منطقة القصبة) والجدران المحيطة بالمدينة، والتي أصبحت تُعرف بجدران القصبة في الصويرة. أما بقية أجزاء المدينة العتيقة (المدينة) وكذلك السقالات، مثل تحصينات الميناء والسقالة الشمالية، فقد تم بناؤها في وقت لاحق.
بعد عام واحد فقط من بدء المشروع، قرر كورنو ترك منصبه بسبب كثافة العمل وتحديات المشروع. عاد إلى فرنسا حيث رسم خريطة مفصلة للصويرة، موضحًا فيها خططه الإنشائية التي كان قد وضعها للسلطان.
قام كورنوت بتصميم وبناء الأحياء الملكية في منطقة القصبة، التي تُعد جزءًا من المدينة الحالية. وقد عمل لمدة ثلاث سنوات على إنشاء الميناء والقصبة، ويُحتفظ بالمخطط الأصلي لهذه الأعمال في المكتبة الوطنية الفرنسية في باريس. تُعرف هذه التحصينات أيضًا باسم "سان مالو المغربية"، وهي عبارة عن منصة ذات شرفات على مستويين ومزودة بأبواب كبيرة. كما تحتوي على سلسلة من الغرف، حيث كانت الغرف في الطابق الأرضي مخصصة لتخزين الأسلحة والذخائر. أما باقي المدينة العتيقة، فقد تم بناؤه في مراحل لاحقة.

## معرض الصور

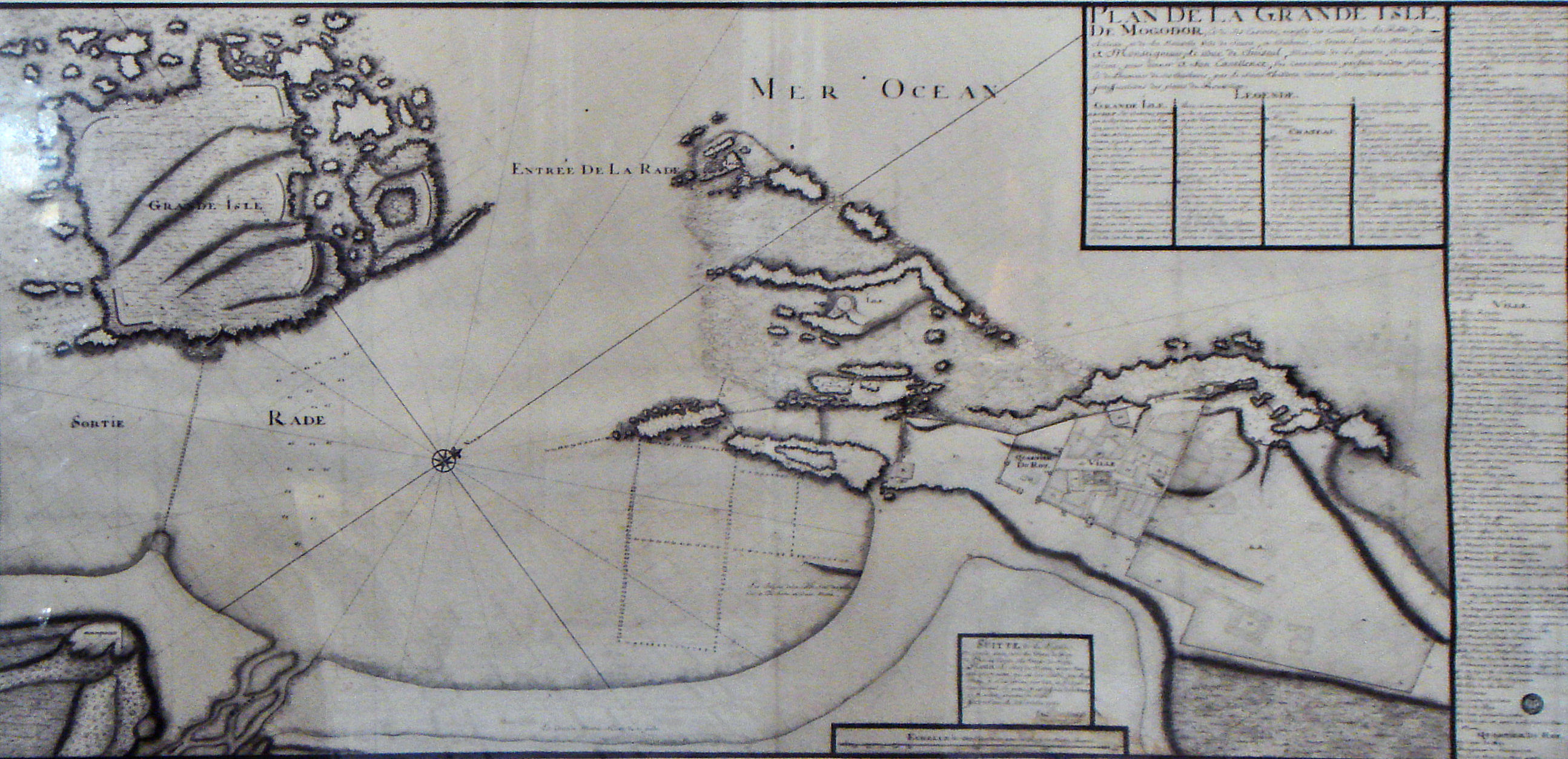
خريطة موغادور من تصميم ثيودور كورنوت 1767م.
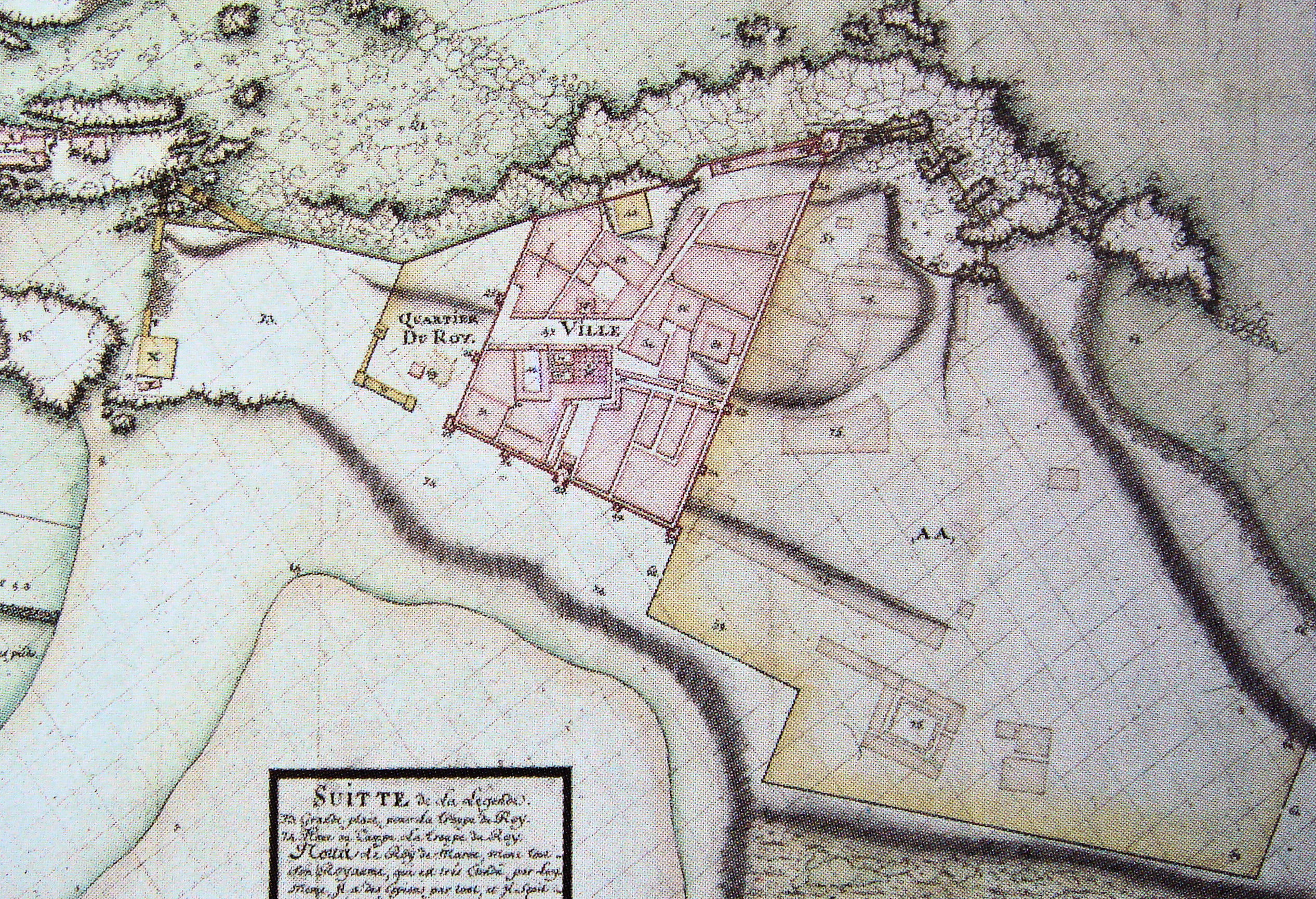
خريطة الصويرة من تصميم ثيودور كورنوت 1767.